# Maserati 150S
Maserati 150S/200S är en sportvagn, tillverkad av den italienska biltillverkaren Maserati mellan 1955 och 1957.

## Bakgrund
Maserati hade alltsedan starten främst levererat tävlingsbilar till privatkunder som tävlade för sitt eget höga nöjes skull. När sportvagns-VM drog igång 1953 kördes de stora sportvagnsprototyperna av tillverkarnas egna stall, men det fanns fortfarande efterfrågan på mindre bilar från privatkunder.

## Utveckling

### 150S
Maserati tog fram en fyrcylindrig motor, avsedd för 1,5-litersklassen. Chassit var en förminskad version av den sexcylindriga 300S-modellen. Bilen, kallad 150S, presenterades 1955.

### 200S
200S var försedd med en tvålitersversion av den fyrcylindriga motorn. Tidiga bilar hade en stel bakaxel från företrädaren A6GCS, men kunderna krävde snart att få den mer avancerade De Dion-axeln från 150S.
Till 1957 införde FIA nya regler, att sportvagnarna skulle förses med mer standardbilslika karosser med dörrar och sufflett. Bilen kallades nu 200SI.

### 250S
Säsongen 1957 tillverkades även 250S med motorn förstorad till 2,5 liter. Skillnaden i motoreffekt mot 200S var inte mer än fem hk, men motorn hade betydligt bättre vridmoment.
Under året försämrades Maseratis ekonomi och utvecklingen avbröts till förmån för de större 300S och 450S.

## Tekniska data
| Tekniska data           | 150S                                                             | 200S                                                             |
| ----------------------- | ---------------------------------------------------------------- | ---------------------------------------------------------------- |
| Motor:                  | Frontmonterad 4-cylindrig radmotor                               | Frontmonterad 4-cylindrig radmotor                               |
| Cylindervolym:          | 1484 cm³                                                         | 1994 cm³                                                         |
| Borrning x slaglängd:   | 81 x 72 mm                                                       | 92 x 75 mm                                                       |
| Max effekt vid varvtal: | 140 hk vid 7 500 v/min                                           | 140 hk vid 7 500 v/min                                           |
| Ventilstyrning:         | 2 överliggande kamaxlar per cylinderrad, 2 ventiler per cylinder | 2 överliggande kamaxlar per cylinderrad, 2 ventiler per cylinder |
| Kompression:            | 9,0:1                                                            | 9,8:1                                                            |
| Förgasare:              | 2 Weber 45DCO3                                                   | 2 Weber 45DCO3                                                   |
| Växellåda:              | 4/5-växlad manuell, transaxel                                    | 4/5-växlad manuell, transaxel                                    |
| Hjulupphängning fram:   | Dubbla tvärlänkar, skruvfjädrar                                  | Dubbla tvärlänkar, skruvfjädrar                                  |
| Hjulupphängning bak:    | De Dion-axel, tvärliggande bladfjädrar                           | De Dion-axel, tvärliggande bladfjädrar                           |
| Bromsar:                | Hydrauliska trumbromsar                                          | Hydrauliska trumbromsar                                          |
| Chassi & kaross:        | Fackverksram med aluminiumkaross                                 | Fackverksram med aluminiumkaross                                 |
| Hjulbas:                | 215 cm                                                           | 225 cm                                                           |
| Torrvikt:               | 630 kg                                                           | 670 kg                                                           |
| Toppfart:               | 230 km/h                                                         | 250 km/h                                                         |

## Tävlingsresultat

### Sportvagnsracing
Maserati 150S kördes främst av privatförare som tävlade i klubbtävlingar och nationella mästerskap, men bilen gjorde även bra ifrån sig i internationella tävlingar. Jean Behra vann 500 km-loppet på Nürburgring 1955, framför en hel armada av Porschar. I sportvagns-VM tog Alejandro de Tomaso och Carlo Tomasi en klasseger vid Buenos Aires 1000 km 1956.

### Backtävlingar
200S var aldrig lika framgångsrik som 1,5-litersmodellen i banracing, men schweizaren Willy Peter Daetwyler tog hem europamästerskapet i backe 1957 med en 200SI.

## Tillverkning
| Modell  | Antal |
| ------- | ----- |
| 150S    | 25    |
| 200S/SI | 28    |